# Clubhouse Detectives - Museo per signora
Clubhouse Detectives - Museo per signora (Clubhouse Detectives in Scavenger Hunt) è un film per la televisione del 2003, quarto ed ultimo capitolo della saga iniziata con Mamma, ho visto l'assassino (Clubhouse Detectives) diretto da Eric Hendershot, con protagonisti Jonathan Cronin e Michael Glauser. 
Il film è stato trasmesso in italia il 7 giugno 2006 su Disney Channel.

## Località delle riprese
Le riprese come i precedenti film furono girate interamente negli Utah:
- St. George (Utah)

## La saga
- Mamma, ho visto l'assassino (Clubhouse Detectives), regia di Eric Hendershot (1996)
- Clubhouse Detectives - L'amica reale (Clubhouse Detectives in Search of a Lost Princess), regia di Eric Hendershot (2002)
- Clubhouse Detectives - Scacco al club (Clubhouse Detectives in Big Trouble), regia di Eric Hendershot (2002)
- Clubhouse Detectives - Museo per signora (Clubhouse Detectives in Scavenger Hunt), regia di Eric Hendershot (2003)
- The Boathouse Detectives, regia di Eric Hendershot (2010)